# Vouivre
Pour les articles homonymes, voir Vouivre (homonymie).
 (février 2009).

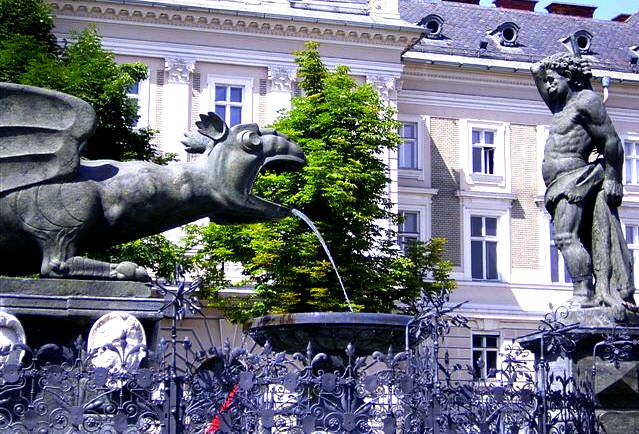
Vouivre, emblème de Klagenfurt.

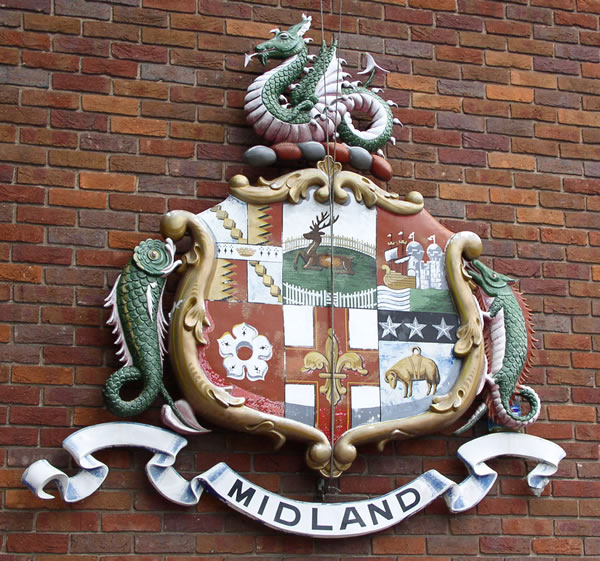
Armes de Midland Railways.

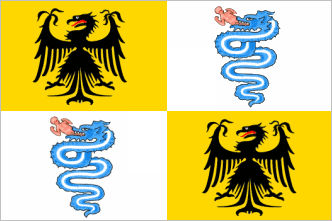
Armes du duché de Milan.

Vouivre représentée dans le tableau Saint Georges terrassant le dragon de Paolo Uccello, 1450.

Dragon héraldique (ou Wyvern).

La vouivre est une créature légendaire présente dans plusieurs pays européens, ayant généralement la forme d'un dragon bipède ou d'un serpent ailé. Elle est souvent censée porter une escarboucle sur le front. En héraldique, elle est aussi appelée guivre.

## Étymologie
Attesté en vieux français vers 1150 wivre « serpent » ; puis dans la seconde moitié du XIIIe siècle vuivre ; en 1636 guivre : « Vuivre, serpent volant, éclatant en feu » ; 1834 vouivre « dragon, monstre fantastique », très répandu en Suisse et dans le Jura ; vivre dans les dialectes du Centre et de l'Est ; voivre ; en 1904 vouivre. Il est utilisé au XIXe siècle avec le sens que l'on connaît aujourd'hui de « dragon, monstre fantastique ».
Il s'agit d'une variante dialectale de « guivre », attesté vers 1100 « vipère, serpent » (La Chanson de Roland, édition J. Bédier, 2543 : serpenz e guivres, dragun e averser), puis au XIIIe siècle (Le rôle d'armes Bigot, 205 dans Braust, p. 287 : a une vuivre… de travers el Kief) ; en 1581, héraldique : guivre, employée au XIXe siècle avec le sens que l'on connaît aujourd'hui de dragon, monstre fantastique.
Quoique le contenu sémantique de vouivre apparaisse vers le XVIIe siècle, la signification actuelle date du XIXe siècle, période durant laquelle le romantisme remet au goût du jour l'époque médiévale. Ce mot est un régionalisme linguistique propre à la Lorraine, la Bourgogne, la Franche-Comté, le Jura et la Suisse.
Ce terme est issu du latin classique vipera « vipère » altéré en *wipera sous l'influence des nombreux mots germaniques en [w] (voir le vieux haut allemand wipera, lui-même emprunté au latin vipera).
Le terme anglais est wyvern.

## Adjectifs dérivés (héraldique)
Il existe un flou certain quant au sens des adjectifs se rapportant à cette notion.
Les ouvrages de référence modernes répertorient trois sens différents pour les adjectifs « guivré » et « vivré », en héraldique, soit les sens 1 et 2 pour l'adjectif « guivré » et le sens 3 pour l'adjectif « vivré ». Or l'édition de 1762 du Dictionnaire de l'Académie française renvoie à « vivré » sous guivré.
On trouve aussi la forme « givré » dans le Littré comme synonyme de « guivré ». On peut donc dire, contrairement à ce qui est écrit dans le dictionnaire « Antidote », que « givré » est un ancien synonyme de « guivré », et non son paronyme[pas clair].
1. Orné d'une tête de guivre.
2. Orné d'une ou de plusieurs guivres.
3. Pièce dont les bords en dents de scie ou ondulés rappellent la queue de la guivre.

## Vouivre etwyverne
La vouivre et la « wyverne » ne paraissent pas être exactement la même créature, car les définitions n'insistent jamais sur les mêmes choses, selon la langue. Les définitions suivantes ont été créées en comparant de nombreux dictionnaires français et anglais. On constatera qu'elles sont différentes l'une de l'autre :

### Français
Dans les contes populaires et en héraldique, la vouivre est un serpent fantastique préposé à la garde d'un trésor possédant un corps de serpent et des ailes de chauve-souris. Elle possède souvent une escarboucle.
On retrouve la figure de la vouivre dans la littérature. Marcel Aymé décrit dans La Vouivre une jeune femme nue vivant au milieu des marais et protégeant un énorme rubis. Cédric Vincent mélange les deux versions : il imagine la vouivre comme un esprit lié à l'eau, qui se présente aux humains sous l'aspect d'une femme lorsqu'elle est heureuse, d'un dragon à deux pattes lorsqu'elle est en colère. Par analogie, Henri Vincenot donne le nom de vouivre au réseau souterrain des courants telluriques, dans son ouvrage Les Étoiles de Compostelle. Bernard Clavel a écrit un conte sur la vouivre, présent dans le recueil Légendes des lacs et des rivières.
Vouivre, en franc-comtois, est l'équivalent du vieux mot français « guivre », qui signifie serpent et qui est resté dans le langage du blason. La vouivre franc-comtoise est cependant plus proche d'un serpent géant, possédant un rubis sur le front en guise d’œil.

### Anglais
Dans les contes populaires et en héraldique, la wyvern est un serpent fantastique possédant deux pattes, deux ailes et une queue hérissée de pointes.
En héraldique anglaise, c'est un dragon ailé à deux pattes.

### Italien

Une guivre (blason des Visconti).

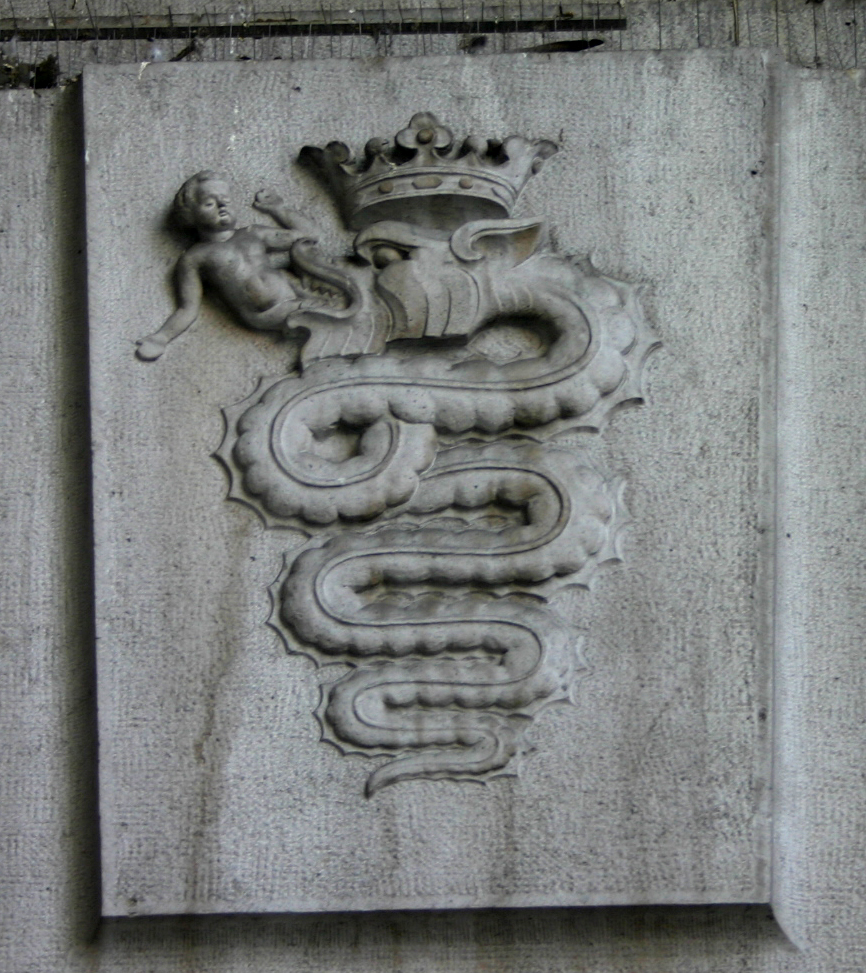
Le « biscione », symbole de la ville de Milan.

En héraldique, la « guivre » est un serpent en pal ondoyant, engloutissant un enfant (l'« issant »). Elle est assez répandue en héraldique italienne, notamment à Milan où elle représente le symbole de la famille Visconti.
Une légende veut qu'Ottone Visconti, alors commandant dans la croisade de 1187, prit ce symbole sur l'étendard d'un Sarrasin qu'il avait vaincu. Il rapporta ce trophée à Milan qui devint l'un des symboles de la ville, sous le nom de biscione, bisson en dialecte milanais (de la langue lombarde occidentale), qui est l'augmentatif masculin  du mot italien féminin biscia, qui signifie « couleuvre ». Une autre légende veut que vers 1200, ce fut un autre Visconti qui tua un serpent ou dragon qui terrorisait les habitants.
Ce symbole a été repris sur l'écusson de la marque d'automobiles Alfa Romeo fondée à Milan, sur les maillots de l'équipe de l'Inter Milan et par la société Fininvest de Silvio Berlusconi avec une légère modification (l'enfant est remplacé par une fleur).
En héraldique, « guivre » n'est pas synonyme de « vouivre », ce dernier étant un serpent fabuleux.

## Aspects folkloriques

### Vivacité des légendes
Monstre folklorique, la vouivre fait pourtant partie intégrante, depuis des siècles, du patrimoine de plusieurs pays européens (Angleterre, France, Suisse notamment).
Souvent les traditions perdent, même en Franche-Comté, le réel noyau de la légende. Il n'y a plus depuis la seconde moitié du XXe siècle d'histoires rapportées oralement à propos d'une Vouivre ou d'une personne qui a tenté de s'emparer de sa pierre précieuse (escarboucle). Mais ce qui demeure surtout sont les noms des lieux-dits, dérivés de Vouivre.
Tous les vingt ans depuis 1888 se célèbre à Couches la fête de la « Vivre », en l'honneur d'un monstre qui semait la terreur depuis son apparition à l'hiver 1328 au lieu-dit "Les Breux". La prochaine fête sera en 2028 (soit 700 ans après l'apparition du monstre).
La fontaine à chagrin entre Lacrost et Préty en Saône-et-Loire porte le souvenir de la vouivre de Lacrost.
Une vouivre figure sur le drapeau de l'Ajoie, un district du canton du Jura en Suisse. La tradition de la vouivre, appelée voivre en comtois, y est plutôt vivace. Bien que considérée dans la région comme une « vouivre », la créature ressemble plutôt à un basilic.
Toujours en Suisse, le village de Saint-Sulpice (canton de Neuchâtel) possède une Vouivre sur son héraldique. La légende de la Vouivre, ou de la Vuivre selon les textes, raconte comment le monstre, empêchant aux commerçants de se rendre en Bourogne, est défait par le valeureux Sulpy Reymon. En l'honneur de son sauveur, le village prendra son nom ,.

### L'escarboucle ou l'œil unique
De nombreuses vouivres sont représentées comme une sorte de dragon ailé qui porte une escarboucle sur le front. Cet œil, une gigantesque pierre précieuse, est parfois caché dans les roseaux des berges d'une rivière ou d'un lac tandis que la vouivre y pêche, et peut être subtilisé par un voleur audacieux.
Cette pierre a fasciné les hommes. Leur convoitise se retrouve dans de nombreuses légendes de nos provinces et les amène à la tuer pour s'emparer du diamant comme dans les contes similaires du Cantal, du Puy-de-Dôme, de Vienne, de Basse-Normandie, de Bresse, du Revermont… Paul Sébillot, dans Le Folklore de France, a recensé beaucoup de légendes ainsi qu'Henri Dontenville dans son Histoire et géographie mythiques de la France.
À Brétigny en Côte-d'Or, « Lai Sarpan du Bois du Roz » avait une couronne sur la tête, un œil de diamant, des écailles brillantes et sonores et un anneau à la queue.
Dans le conte, Le Serpent au diamant, le bûcheron qui dérobe l'escarboucle apprend de la bouche du roi qu'elle a le pouvoir de transformer le fer en or.
Dans les montagnes des Alpes et du Jura, un serpent volant aux proportions énormes, appelé vouivre, portait sur sa tête une aigrette ou couronne étincelante, et sur le front un œil unique, diamant lumineux qui projetait une vive lumière que l'on voyait de très loin. Lorsqu'elle voltigeait avec bruit de mont en mont, une haleine de flammes et d'étincelles sortait de sa bouche.
Selon la légende, on voyait jadis dans les forêts de Luchon de grands serpents qui avaient une pierre brillante sur le front.
La « Male Beste » des bords de la Garonne est aussi dotée au front d'un seul œil.
La vouivre/guivre et son escarboucle sont repris à la fin du XIXe siècle sur les enseignes des bijoutiers, avec l'arrivée de l'art nouveau

### Une apparence variable selon les régions
Les serpents volants ne sont pas rares. Tels ceux du château de la Fraudière à Jouhet (Côte-d'Or) et de Presly (Cher), la serpente volante du château de Rosemont à Luthenay-Uxeloup (Nièvre), la couleuvre volante du château de la Motte-Chevagnes (Allier) entre autres.
Toutefois, la vouivre peut avoir d'autres formes : on conte que les habitants du Valais se débarrassèrent d'un monstrueux serpent nommé la Ouïvra qui enlevait les bestiaux de la montagne de Louvye. La Ouïvra avait une tête de chat sur un corps de serpent.
Dans le Berry, un grand serpent de quarante pieds de longueur se réveillait de temps à autre ; sa tête était celle d'un homme.
En Vendée, la fée Mélusine, trahie par son amant, s'envole sous la forme d'un gigantesque serpent ailé en ordonnant que le huitième de ses dix fils soit tué pour mettre fin aux guerres ravageant le pays.
Dans le Mâconnais, on parle de la bête Faramine, monstre « faramineux » qui volait d'un coup d'aile de la roche de Solutré jusqu'à Vergisson, ou bien encore de Thouleurs jusqu'à la pierre de la Wivre du mont Beuvray. Toutefois, la Bête Faramine de Vergisson, qu'on appelle aussi « le Peteu » a perdu tout caractère reptilien : elle est présentée comme un oiseau gigantesque, du moins en apparence, puisque, une fois tuée et plumée, la bête ne s'avère pas plus grosse qu'un poulet. La bête Faramine est aussi connue dans le Poitou où on l'orthographie « bête Pharamine ».
Le « Dard » du sud de la Gâtine avait le corps d'un serpent à queue très courte et quatre pattes, une tête de chat et une crinière tout le long du dos. Son sifflement faisait peur. Lorsqu'il était attaqué, il mordait cruellement, mais il n'était pas venimeux. Cependant, il avait coutume de téter les vaches.

### L'eau
La forme du serpent pourrait peut-être rappeler celle des méandres d'une rivière sauvage ; l'élément aquatique est en tout cas très fréquent dans les légendes de vouivre
George Sand décrit dans Légendes rustiques le Grand Serpent des étangs de la Brenne, près de Saint-Michel-en-Brenne. À Gargilesse, lieu de prédilection de George Sand, la Vouivre prend le nom de Gargelle.
En Vendée, la Vouivre hantant le Grand Etier et la Vie est décrite comme « une forme longue et gracieuse, qui semble hésiter entre un corps de femme et de serpent, se baigne en sirène et se meut dans l'eau mieux qu'une anguille ».
Les légendes locales gardent le souvenir de la vouivre de Blamont (Doubs) qui lavait ses ailes brillantes à la source de la Fuge, de celle qui hantait les forêts du mont Bleuchin (Doubs), de celle de Gemeaux (Côte-d'Or) qui se baignait dans la fontaine Demelet, de celles encore de Couches-les-Mines (Saône-et-Loire), de Vitteaux (Côte-d'Or), de l'étang Vaudin à la Roche en Brenil (Côte d'Or), de Beaulon (Allier), de Fleury-sur-Loire (Nièvre). Le folklore du Valais associe la vouivre aux nombreux lacs présents dans cette région.

### Apparitions annuelles et trésors

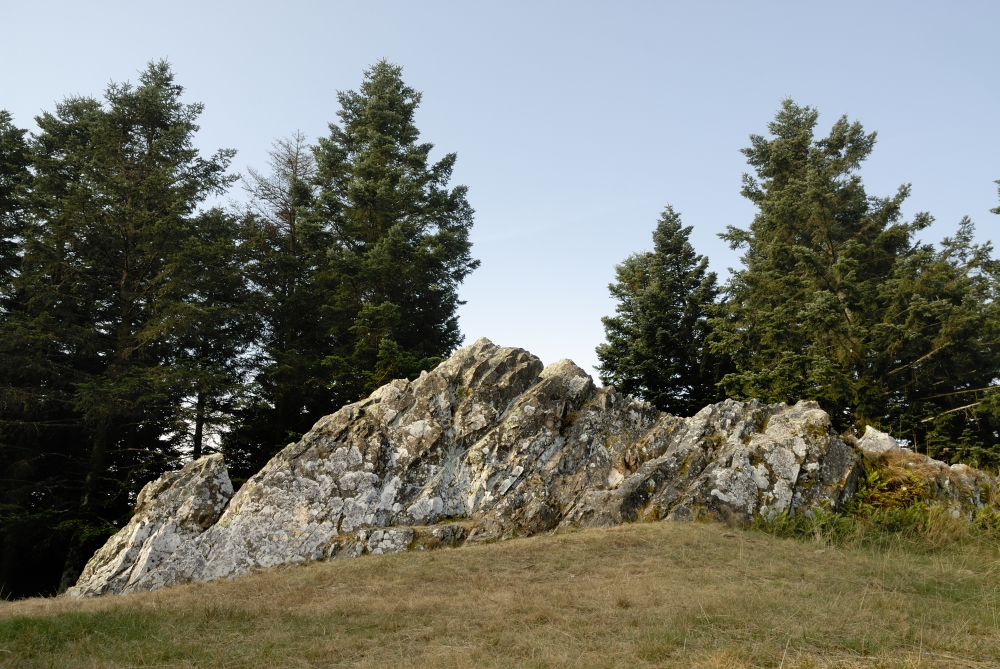
La pierre de la Wivre sur le mont Beuvray.

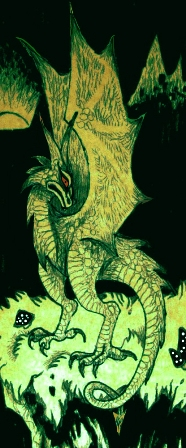
La Vouivre est un dragon particulier.

Très souvent, la vouivre veille sur les trésors souterrains comme le montrent de nombreuses légendes du Nivernais. À Moraches, on conte qu'un serpent gardien d'un trésor, ne sortait qu'une fois l'an pour aller boire.
Sous la pierre de Vaivre du mont Beuvray, la vouivre sortait de terre une fois l'an, à Pâques, et étalait ses trésors au soleil.
Pour son roman La Vouivre, Marcel Aymé s'est vraisemblablement inspiré de la légende de la vouivre d'Avoudrey. Outre l'escarboucle, la créature porte une couronne de perles sur la tête, descend à minuit, le soir de Noël, au moment où, dans l'église, on chante matines, et vient boire à la fontaine voûtée du village. Elle pose alors un instant son escarboucle et sa couronne au bord de la source.

## Dans la culture populaire
Dans les jeux vidéos et jeux de rôle, la vouivre est souvent désignée par son nom anglais francisé, la wyverne.

### Littérature
- Dans Le Pape des escargots d'Henri Vincenot, le héros se déplace en suivant les chemins de la vouivre, les chemins qui serpentent dans les campagnes, ce que font traditionnellement tous les pèlerins.
- La Vouivre, roman de Marcel Aymé
- L'Œil de la Vouivre, d'Édith Montelle aux éditions Slatkine, Genève, 2007 (réédition enrichie et illustrée du livre paru à la Nuée bleue en 1998).
- La Tentation du capitaine Lacuzon, pièce de théâtre de Monique Lancel aux éditions de l'Harmattan, Théâtre des Cinq Continents, 2014  (ISBN 978-2-343-03622-9)
- Jean-Pierre Simon, La Vouivre de Loire, Corsaire Éditions, 2012, 250 p. (ISBN 978-2-910475-51-2, lire en ligne)
- L'Étrange Vie de Nobody Owens, Neil Gaiman
- L'Assassinat de la vouivre, nouvelle, dans Les Rustiques de Louis Pergaud
- La Vouivre encéphale, d’Alice Massénat, éd. Les Hauts-Fonds, 2011.
- La nuit de la Vouivre, La Clef d'Argent, 2017  (ISBN 979-10-90662-42-1), Prix Masterton 2018, Jean-Pierre Favard.
- Layla, Bande dessinée parue aux éditions Dargaud le 14/09/2018, scénario : Jérémy, Dessin : Mika.
- Mireille Calmel utilise la légende de la vouivre dans sa série romanesque, Le chant des sorcières, XO éditions, 2008.
- Dans La maison au milieu de la mer céruléenne de T. J. Klune, l'un des enfants est une vouivre.
- Visqueuse, de Morgane Caussarieu, Au diable Vauvert, 2024

### Adaptations cinématographiques
- La Vouivre, réalisé par Georges Wilson en 1989 avec Lambert Wilson
- Le Repaire de la vouivre, téléfilm réalisé par Edwin Baily en 2010, et avec notamment Jean-Marc Barr, Lucie Bourdeu, et Rufus

### Autres
- La Vouivre est un tableau de la peintre Leonor Fini.
- Hubert-Félix Thiéfaine évoque le roman de Marcel Aymé et le mythe de la Vouivre dans la chanson Les Ombres du Soir extraite de son album Suppléments de mensonge (2011).
- La Mare est une chanson de Thomas Fersen dans laquelle la Vouivre apparaît dans la baignoire du chanteur.
- Dans l’univers Warhammer, la vouivre est un monstre ailé semblable à un dragon et crachant du venin, que les orcs utilisent comme monture ou comme bête de guerre[20].

### Médias connexes
- Blason d'armes de la Maison de Visconti sur Commons
- Blason d'armes de la Maison de Sforza sur Commons
- Blason d'armes de Milan sur Commons